# 2014–2015-ös női EHF-bajnokok ligája (középdöntő)
Ez a cikk ismerteti a 2014–2015-ös női EHF-bajnokok ligája középdöntőcsoportjainak az eredményeit.

## Lebonyolítás
A csoportkörből továbbjutott csapatokat a középdöntőben két csoportba sorolták. Az A és B csoportból az 1-es középdöntőcsoportba, a C és D csoportból pedig a 2-es középdöntőcsoportba kerültek a csapatok. A középdöntőcsoportokon belül oda-vissza vágós rendszerű körmérkőzést játszanak a csapatok, de az azonos csoportból érkezők nem, nekik a csoportmérkőzések eredményei számítanak a tabellába. A csoportok első négy helyen végző csapatai jutnak tovább a negyeddöntőbe.
Egy elért győzelemért 2 pont jár, egy döntetlenért 1, egy vereségért pedig 0. Azonos pontszám esetén az alábbiak szerint döntik el a sorrendet:
1. Egymás elleni mérkőzéseken szerzett több pont,
2. Egymás elleni mérkőzések alapján számolt gólkülönbség,
3. Egymás elleni mérkőzéseken lőtt több gól,
4. A csoport összes meccse alapján számolt gólkülönbség,
5. A csoportban lőtt gólok száma,
6. Sorsolás.

## Középdöntőcsoportok

### 1-es középdöntőcsoport
| #  | Csapat                  | M  | Gy | D | V | G+  | G–  | Gk  | P  |
| -- | ----------------------- | -- | -- | - | - | --- | --- | --- | -- |
| 1. | ŽRK Budućnost Podgorica | 10 | 9  | 1 | 0 | 270 | 193 | +77 | 19 |
| 2. | ŽRK Vardar Szkopje      | 10 | 5  | 1 | 4 | 277 | 254 | +23 | 11 |
| 3. | Dinamo Volgograd        | 10 | 5  | 1 | 4 | 267 | 260 | +7  | 11 |
| 4. | Thüringer HC            | 10 | 5  | 1 | 4 | 258 | 251 | +7  | 11 |
| 5. | HC Leipzig              | 10 | 3  | 0 | 7 | 245 | 282 | –37 | 6  |
| 6. | RK Krim Ljubljana       | 10 | 1  | 0 | 9 | 248 | 325 | –77 | 2  |

| 2015. január 30. 19:30 | HC Leipzig | 26–23       | ŽRK Vardar Szkopje | Arena Leipzig, Lipcse Nézőszám: 1977 Játékvezetők: Gousko, Repkin (BLR) |
| 2015. január 30. 19:30 | Kudłacz 7  | (13–10)     | Lekić 6            | Arena Leipzig, Lipcse Nézőszám: 1977 Játékvezetők: Gousko, Repkin (BLR) |
| 2015. január 30. 19:30 | 3× 3× 1×   | Jegyzőkönyv | 4× 3×              | Arena Leipzig, Lipcse Nézőszám: 1977 Játékvezetők: Gousko, Repkin (BLR) |

| 2015. január 31. 16:00 | Dinamo Volgograd | 18–25       | ŽRK Budućnost Podgorica | Sport Hall "Dinamo", Volgograd Nézőszám: 1400 Játékvezetők: Năstase, Stancu (ROU) |
| 2015. január 31. 16:00 | Akopjan 6        | (11–12)     | Mehmedović, Neagu 6     | Sport Hall "Dinamo", Volgograd Nézőszám: 1400 Játékvezetők: Năstase, Stancu (ROU) |
| 2015. január 31. 16:00 | 3× 3×            | Jegyzőkönyv | 5× 3×                   | Sport Hall "Dinamo", Volgograd Nézőszám: 1400 Játékvezetők: Năstase, Stancu (ROU) |

| 2015. január 31. 17:00 | RK Krim Ljubljana | 23–26       | Thüringer HC | Arena Stožice, Ljubljana Nézőszám: 1000 Játékvezetők: Brkic, Jusufhodzic (AUT) |
| 2015. január 31. 17:00 | Koren 8           | (15–13)     | Nadgornaja 7 | Arena Stožice, Ljubljana Nézőszám: 1000 Játékvezetők: Brkic, Jusufhodzic (AUT) |
| 2015. január 31. 17:00 | 3× 3×             | Jegyzőkönyv | 4× 3×        | Arena Stožice, Ljubljana Nézőszám: 1000 Játékvezetők: Brkic, Jusufhodzic (AUT) |

| 2015. február 7. 19:00 | ŽRK Vardar Szkopje | 41–30       | RK Krim Ljubljana | Jane Sandanski Arena, Skopje Nézőszám: 3000 Játékvezetők: Antić, Jakovljević (SRB) |
| 2015. február 7. 19:00 | Radičević 8        | (21–12)     | Mavsar 8          | Jane Sandanski Arena, Skopje Nézőszám: 3000 Játékvezetők: Antić, Jakovljević (SRB) |
| 2015. február 7. 19:00 | 4× 3×              | Jegyzőkönyv | 1× 2×             | Jane Sandanski Arena, Skopje Nézőszám: 3000 Játékvezetők: Antić, Jakovljević (SRB) |

| 2015. február 8. 14:00 | Thüringer HC | 30–33       | Dinamo Volgograd     | Wiedigsburghalle, Nordhausen Nézőszám: 1950 Játékvezetők: Erdoğan, Özdeniz (TUR) |
| 2015. február 8. 14:00 | Frey 7       | (13–14)     | Akopjan, Kocsetova 8 | Wiedigsburghalle, Nordhausen Nézőszám: 1950 Játékvezetők: Erdoğan, Özdeniz (TUR) |
| 2015. február 8. 14:00 | 2× 3×        | Jegyzőkönyv | 6× 2× 1×             | Wiedigsburghalle, Nordhausen Nézőszám: 1950 Játékvezetők: Erdoğan, Özdeniz (TUR) |

| 2015. február 8. 19:00 | ŽRK Budućnost Podgorica | 28–21       | HC Leipzig | Morača Sports Center, Podgorica Nézőszám: 5000 Játékvezetők: Tzaferopoulos, Bethmann (GRE) |
| 2015. február 8. 19:00 | Neagu 7                 | (16–7)      | Kudłacz 7  | Morača Sports Center, Podgorica Nézőszám: 5000 Játékvezetők: Tzaferopoulos, Bethmann (GRE) |
| 2015. február 8. 19:00 | 3× 3×                   | Jegyzőkönyv | 3× 3×      | Morača Sports Center, Podgorica Nézőszám: 5000 Játékvezetők: Tzaferopoulos, Bethmann (GRE) |

| 2015. február 13. 18:00 | RK Krim Ljubljana | 20–23       | ŽRK Budućnost Podgorica    | Arena Stožice, Ljubljana Nézőszám: 800 Játékvezetők: Jurinović, Mrvica (CRO) |
| 2015. február 13. 18:00 | Mavsar 7          | (8–16)      | Neagu, Miljanić-Petrovic 5 | Arena Stožice, Ljubljana Nézőszám: 800 Játékvezetők: Jurinović, Mrvica (CRO) |
| 2015. február 13. 18:00 | 1× 2×             | Jegyzőkönyv | 5× 3×                      | Arena Stožice, Ljubljana Nézőszám: 800 Játékvezetők: Jurinović, Mrvica (CRO) |

| 2015. február 14. 14:00 | HC Leipzig          | 25–34       | Thüringer HC        | Arena Leipzig, Lipcse Nézőszám: 3119 Játékvezetők: Hansen, Pettersen (NOR) |
| 2015. február 14. 14:00 | Hubinger, Kudłacz 7 | (11–14)     | Engel, Nadgornaja 7 | Arena Leipzig, Lipcse Nézőszám: 3119 Játékvezetők: Hansen, Pettersen (NOR) |
| 2015. február 14. 14:00 | 4× 3×               | Jegyzőkönyv | 6× 1×               | Arena Leipzig, Lipcse Nézőszám: 3119 Játékvezetők: Hansen, Pettersen (NOR) |

| 2015. február 15. 16:00 | Dinamo Volgograd | 33–25       | ŽRK Vardar Szkopje   | Sport Hall "Dinamo", Volgograd Nézőszám: 1000 Játékvezetők: Mandak, Rudinsky (SVK) |
| 2015. február 15. 16:00 | Kocsetova 9      | (15–12)     | Penezić, Radičević 7 | Sport Hall "Dinamo", Volgograd Nézőszám: 1000 Játékvezetők: Mandak, Rudinsky (SVK) |
| 2015. február 15. 16:00 | 2× 3×            | Jegyzőkönyv | 5× 3×                | Sport Hall "Dinamo", Volgograd Nézőszám: 1000 Játékvezetők: Mandak, Rudinsky (SVK) |

| 2015. február 28. 19:00 | ŽRK Vardar Szkopje | 26–20       | HC Leipzig | Jane Sandanski Arena, Skopje Nézőszám: 4000 Játékvezetők: Bonifert, Oláh (HUN) |
| 2015. február 28. 19:00 | Althaus 6          | (10–9)      | Kudłacz 6  | Jane Sandanski Arena, Skopje Nézőszám: 4000 Játékvezetők: Bonifert, Oláh (HUN) |
| 2015. február 28. 19:00 | 5× 3×              | Jegyzőkönyv | 4× 3×      | Jane Sandanski Arena, Skopje Nézőszám: 4000 Játékvezetők: Bonifert, Oláh (HUN) |

| 2015. március 1. 14:00 | Thüringer HC   | 33–21       | RK Krim Ljubljana     | Wiedigsburghalle, Nordhausen Nézőszám: 1950 Játékvezetők: Bonaventura, Bonaventura (FRA) |
| 2015. március 1. 14:00 | négy játékos 5 | (17–10)     | Artjuhovics, Mavsar 4 | Wiedigsburghalle, Nordhausen Nézőszám: 1950 Játékvezetők: Bonaventura, Bonaventura (FRA) |
| 2015. március 1. 14:00 | 2× 2×          | Jegyzőkönyv | 2× 3×                 | Wiedigsburghalle, Nordhausen Nézőszám: 1950 Játékvezetők: Bonaventura, Bonaventura (FRA) |

| 2015. március 1. 19:00 | ŽRK Budućnost Podgorica | 26–18       | Dinamo Volgograd | Morača Sports Center, Podgorica Nézőszám: 4500 Játékvezetők: Horváth, Marton (HUN) |
| 2015. március 1. 19:00 | Neagu 7                 | (13–9)      | Kocsetova 4      | Morača Sports Center, Podgorica Nézőszám: 4500 Játékvezetők: Horváth, Marton (HUN) |
| 2015. március 1. 19:00 | 7× 3× 1×                | Jegyzőkönyv | 4× 3×            | Morača Sports Center, Podgorica Nézőszám: 4500 Játékvezetők: Horváth, Marton (HUN) |

| 2015. március 6. 19:00 | RK Krim Ljubljana | 29–47       | ŽRK Vardar Szkopje | Arena Stožice, Ljubljana Nézőszám: 700 Játékvezetők: Arntsen, Røen (NOR) |
| 2015. március 6. 19:00 | Mavsar 11         | (12–24)     | Penezić 11         | Arena Stožice, Ljubljana Nézőszám: 700 Játékvezetők: Arntsen, Røen (NOR) |
| 2015. március 6. 19:00 | 3× 2×             | Jegyzőkönyv | 2× 3×              | Arena Stožice, Ljubljana Nézőszám: 700 Játékvezetők: Arntsen, Røen (NOR) |

| 2015. március 7. 14:00 | HC Leipzig | 19–32       | ŽRK Budućnost Podgorica | Arena Leipzig, Lipcse Nézőszám: 1691 Játékvezetők: Poulsen, Mortensen (DEN) |
| 2015. március 7. 14:00 | Kudłacz 9  | (6–15)      | Neagu 9                 | Arena Leipzig, Lipcse Nézőszám: 1691 Játékvezetők: Poulsen, Mortensen (DEN) |
| 2015. március 7. 14:00 | 2× 3×      | Jegyzőkönyv | 6× 3×                   | Arena Leipzig, Lipcse Nézőszám: 1691 Játékvezetők: Poulsen, Mortensen (DEN) |

| 2015. március 8. 14:00 | Dinamo Volgograd        | 30–30       | Thüringer HC | Sport Hall "Dinamo", Volgograd Nézőszám: 1500 Játékvezetők: Opava, Válek (CZE) |
| 2015. március 8. 14:00 | Dmitrijeva, Kocsetova 9 | (16–13)     | Nadgornaja 9 | Sport Hall "Dinamo", Volgograd Nézőszám: 1500 Játékvezetők: Opava, Válek (CZE) |
| 2015. március 8. 14:00 | 8× 3× 2×                | Jegyzőkönyv | 6× 2×        | Sport Hall "Dinamo", Volgograd Nézőszám: 1500 Játékvezetők: Opava, Válek (CZE) |

| 2015. március 14. 19:00 | ŽRK Vardar Szkopje | 28–27       | Dinamo Volgograd | Jane Sandanski Arena, Skopje Nézőszám: 3000 Játékvezetők: Florescu, Stoia (ROU) |
| 2015. március 14. 19:00 | Penezić 7          | (15–13)     | Kocsetova 10     | Jane Sandanski Arena, Skopje Nézőszám: 3000 Játékvezetők: Florescu, Stoia (ROU) |
| 2015. március 14. 19:00 | 1× 3×              | Jegyzőkönyv | 4× 3×            | Jane Sandanski Arena, Skopje Nézőszám: 3000 Játékvezetők: Florescu, Stoia (ROU) |

| 2015. március 15. 14:00 | Thüringer HC | 27–23       | HC Leipzig | Wiedigsburghalle, Nordhausen Nézőszám: 2300 Játékvezetők: Praštalo, Todorović (BIH) |
| 2015. március 15. 14:00 | Engel 8      | (11–11)     | Hubinger   | Wiedigsburghalle, Nordhausen Nézőszám: 2300 Játékvezetők: Praštalo, Todorović (BIH) |
| 2015. március 15. 14:00 | 2× 3×        | Jegyzőkönyv | 6× 3× 1×   | Wiedigsburghalle, Nordhausen Nézőszám: 2300 Játékvezetők: Praštalo, Todorović (BIH) |

| 2015. március 15. 19:00 | ŽRK Budućnost Podgorica | 39–20       | RK Krim Ljubljana | Morača Sports Center, Podgorica Nézőszám: 3500 Játékvezetők: Pech, Vágvölgyi (HUN) |
| 2015. március 15. 19:00 | Mehmedović, Neagu 7     | (19–8)      | Mavsar 7          | Morača Sports Center, Podgorica Nézőszám: 3500 Játékvezetők: Pech, Vágvölgyi (HUN) |
| 2015. március 15. 19:00 | 5× 3×                   | Jegyzőkönyv | 5× 2×             | Morača Sports Center, Podgorica Nézőszám: 3500 Játékvezetők: Pech, Vágvölgyi (HUN) |

### 2-es középdöntőcsoport
| #  | Csapat            | M  | Gy | D | V | G+  | G–  | Gk  | P  |
| -- | ----------------- | -- | -- | - | - | --- | --- | --- | -- |
| 1. | Larvik HK         | 10 | 10 | 0 | 0 | 263 | 216 | +47 | 20 |
| 2. | Győri Audi ETO KC | 10 | 8  | 0 | 2 | 282 | 224 | +58 | 16 |
| 3. | HCM Baia Mare     | 10 | 4  | 0 | 6 | 262 | 270 | –8  | 8  |
| 4. | Viborg HK         | 10 | 3  | 1 | 6 | 252 | 274 | –22 | 7  |
| 5. | Metz Handball     | 10 | 3  | 0 | 7 | 244 | 253 | –9  | 6  |
| 6. | IK Sävehof        | 10 | 1  | 1 | 8 | 227 | 293 | –66 | 3  |

| 2015. február 1. 14:00 | IK Sävehof | 26–28       | HCM Baia Mare | Partillebohallen, Partille Nézőszám: 689 Játékvezetők: Alpaidze, Berezkina (RUS) |
| 2015. február 1. 14:00 | Alm 9      | (14–15)     | Buceschi 8    | Partillebohallen, Partille Nézőszám: 689 Játékvezetők: Alpaidze, Berezkina (RUS) |
| 2015. február 1. 14:00 | 5× 2×      | Jegyzőkönyv | 4× 2× 1×      | Partillebohallen, Partille Nézőszám: 689 Játékvezetők: Alpaidze, Berezkina (RUS) |

| 2015. február 1. 19:00 | Győri Audi ETO KC | 25–26       | Larvik HK          | Audi Aréna, Győr Nézőszám: 4500 Játékvezetők: Cohen, Peretz (ISR) |
| 2015. február 1. 19:00 | Kovacsics 10      | (11–14)     | Riegelhuth, Mørk 7 | Audi Aréna, Győr Nézőszám: 4500 Játékvezetők: Cohen, Peretz (ISR) |
| 2015. február 1. 19:00 | 2× 3×             | Jegyzőkönyv | 6× 3×              | Audi Aréna, Győr Nézőszám: 4500 Játékvezetők: Cohen, Peretz (ISR) |

| 2015. február 2. 19:00 | Viborg HK | 27–26       | Metz Handball | Viborg Stadionhal, Viborg Nézőszám: 1357 Játékvezetők: Schulze, Tönnies (GER) |
| 2015. február 2. 19:00 | Gulldén 7 | (12–12)     | Gros 7        | Viborg Stadionhal, Viborg Nézőszám: 1357 Játékvezetők: Schulze, Tönnies (GER) |
| 2015. február 2. 19:00 | 4× 2×     | Jegyzőkönyv | 2× 3×         | Viborg Stadionhal, Viborg Nézőszám: 1357 Játékvezetők: Schulze, Tönnies (GER) |

| 2015. február 6. 19:00 | Metz Handball | 22–25       | IK Sävehof       | Arènes de Metz, Metz Nézőszám: 3758 Játékvezetők: Vujačić, Kazanegra (MNE) |
| 2015. február 6. 19:00 | Gros 6        | (12–15)     | Karlsson, Odén 6 | Arènes de Metz, Metz Nézőszám: 3758 Játékvezetők: Vujačić, Kazanegra (MNE) |
| 2015. február 6. 19:00 | 4× 3×         | Jegyzőkönyv | 2× 3×            | Arènes de Metz, Metz Nézőszám: 3758 Játékvezetők: Vujačić, Kazanegra (MNE) |

| 2015. február 7. 18:30 | Larvik HK    | 31–18       | Viborg HK | Arena Larvik, Larvik Nézőszám: 3053 Játékvezetők: Pandzić, Satordzija (BIH) |
| 2015. február 7. 18:30 | Riegelhuth 5 | (18–10)     | Gulldén 6 | Arena Larvik, Larvik Nézőszám: 3053 Játékvezetők: Pandzić, Satordzija (BIH) |
| 2015. február 7. 18:30 | 7× 3×        | Jegyzőkönyv | 6× 3× 1×  | Arena Larvik, Larvik Nézőszám: 3053 Játékvezetők: Pandzić, Satordzija (BIH) |

| 2015. február 8. 18:30 | HCM Baia Mare               | 18–26       | Győri Audi ETO KC | Sala Sporturilor „Lascăr Pană”, Nagybánya Nézőszám: 2000 Játékvezetők: Marin, García (ESP) |
| 2015. február 8. 18:30 | Nascimento, Gjorgjievszka 4 | (9–13)      | Müller            | Sala Sporturilor „Lascăr Pană”, Nagybánya Nézőszám: 2000 Játékvezetők: Marin, García (ESP) |
| 2015. február 8. 18:30 | 2× 3×                       | Jegyzőkönyv | 4× 2×             | Sala Sporturilor „Lascăr Pană”, Nagybánya Nézőszám: 2000 Játékvezetők: Marin, García (ESP) |

| 2015. február 13. 19:00 | IK Sävehof | 20–25       | Larvik HK      | Partillebohallen, Partille Nézőszám: 1505 Játékvezetők: Nabokau, Kulik (BLR) |
| 2015. február 13. 19:00 | Odén 6     | (11–13)     | négy játékos 5 | Partillebohallen, Partille Nézőszám: 1505 Játékvezetők: Nabokau, Kulik (BLR) |
| 2015. február 13. 19:00 | 5× 3×      | Jegyzőkönyv | 3× 1×          | Partillebohallen, Partille Nézőszám: 1505 Játékvezetők: Nabokau, Kulik (BLR) |

| 2015. február 14. 17:15 | Győri Audi ETO KC | 31–27       | Metz Handball | Audi Aréna, Győr Nézőszám: 4000 Játékvezetők: Marić, Mašić (SRB) |
| 2015. február 14. 17:15 | Løke 7            | (15–11)     | Gros 11       | Audi Aréna, Győr Nézőszám: 4000 Játékvezetők: Marić, Mašić (SRB) |
| 2015. február 14. 17:15 | 1× 3×             | Jegyzőkönyv | 4× 3×         | Audi Aréna, Győr Nézőszám: 4000 Játékvezetők: Marić, Mašić (SRB) |

| 2015. február 15. 15:10 | Viborg HK | 30–31       | HCM Baia Mare | Viborg Stadionhal, Viborg Nézőszám: 1697 Játékvezetők: Kijauskaite, Zaliene (LTU) |
| 2015. február 15. 15:10 | Skov 11   | (12–14)     | Abbingh 6     | Viborg Stadionhal, Viborg Nézőszám: 1697 Játékvezetők: Kijauskaite, Zaliene (LTU) |
| 2015. február 15. 15:10 | 2× 3×     | Jegyzőkönyv | 5× 3×         | Viborg Stadionhal, Viborg Nézőszám: 1697 Játékvezetők: Kijauskaite, Zaliene (LTU) |

| 2015. február 28. 18:30 | Larvik HK             | 21–19       | Győri Audi ETO KC | Arena Larvik, Larvik Nézőszám: 3973 Játékvezetők: Caçador, Nicolau (POR) |
| 2015. február 28. 18:30 | Riegelhuth, Solberg 5 | (12–9)      | Korsós, Müller 5  | Arena Larvik, Larvik Nézőszám: 3973 Játékvezetők: Caçador, Nicolau (POR) |
| 2015. február 28. 18:30 | 3× 3×                 | Jegyzőkönyv | 5× 3×             | Arena Larvik, Larvik Nézőszám: 3973 Játékvezetők: Caçador, Nicolau (POR) |

| 2015. március 1. 16:50 | Metz Handball | 23–24       | Viborg HK | Arènes de Metz, Metz Nézőszám: 5098 Játékvezetők: Brunovský, Čanda (SVK) |
| 2015. március 1. 16:50 | Broch, Gros 6 | (12–10)     | Skov 9    | Arènes de Metz, Metz Nézőszám: 5098 Játékvezetők: Brunovský, Čanda (SVK) |
| 2015. március 1. 16:50 | 1× 2×         | Jegyzőkönyv | 1× 3×     | Arènes de Metz, Metz Nézőszám: 5098 Játékvezetők: Brunovský, Čanda (SVK) |

| 2015. március 1. 17:30 | HCM Baia Mare | 34–24       | IK Sävehof | Sala Sporturilor „Lascăr Pană”, Nagybánya Nézőszám: 2080 Játékvezetők: Pandzić, Satordzija (BIH) |
| 2015. március 1. 17:30 | Buceschi 11   | (18–12)     | Odén 8     | Sala Sporturilor „Lascăr Pană”, Nagybánya Nézőszám: 2080 Játékvezetők: Pandzić, Satordzija (BIH) |
| 2015. március 1. 17:30 | 7× 2×         | Jegyzőkönyv | 5× 3×      | Sala Sporturilor „Lascăr Pană”, Nagybánya Nézőszám: 2080 Játékvezetők: Pandzić, Satordzija (BIH) |

| 2015. március 8. 14:00 | IK Sävehof         | 21–23       | Metz Handball | Partillebohallen, Partille Nézőszám: 500 Játékvezetők: Lah, Sok (SLO) |
| 2015. március 8. 14:00 | Lindvall-Haggren 6 | (11–16)     | Gros 7        | Partillebohallen, Partille Nézőszám: 500 Játékvezetők: Lah, Sok (SLO) |
| 2015. március 8. 14:00 | 3× 3× 1×           | Jegyzőkönyv | 4× 3×         | Partillebohallen, Partille Nézőszám: 500 Játékvezetők: Lah, Sok (SLO) |

| 2015. március 8. 16:50 | Viborg HK     | 23–29       | Larvik HK    | Viborg Stadionhal, Viborg Nézőszám: 1673 Játékvezetők: Vranes, Wenninger (AUT) |
| 2015. március 8. 16:50 | Damnjanović 7 | (14–12)     | Riegelhuth 9 | Viborg Stadionhal, Viborg Nézőszám: 1673 Játékvezetők: Vranes, Wenninger (AUT) |
| 2015. március 8. 16:50 | 1× 2×         | Jegyzőkönyv | 1× 2×        | Viborg Stadionhal, Viborg Nézőszám: 1673 Játékvezetők: Vranes, Wenninger (AUT) |

| 2015. március 8. 19:00 | Győri Audi ETO KC | 29–23       | HCM Baia Mare                  | Audi Aréna, Győr Nézőszám: 5000 Játékvezetők: Mandak, Rudinsky (SVK) |
| 2015. március 8. 19:00 | Müller 8          | (12–10)     | Ardean-Elisei, do Nascimento 4 | Audi Aréna, Győr Nézőszám: 5000 Játékvezetők: Mandak, Rudinsky (SVK) |
| 2015. március 8. 19:00 | 3× 2×             | Jegyzőkönyv | 4× 3×                          | Audi Aréna, Győr Nézőszám: 5000 Játékvezetők: Mandak, Rudinsky (SVK) |

| 2015. március 14. 18:30 | Larvik HK | 25–17       | IK Sävehof | Arena Larvik, Larvik Nézőszám: 2472 Játékvezetők: Baumgart, Wild (GER) |
| 2015. március 14. 18:30 | Mørk 10   | (12–8)      | Sand 5     | Arena Larvik, Larvik Nézőszám: 2472 Játékvezetők: Baumgart, Wild (GER) |
| 2015. március 14. 18:30 | 3× 3×     | Jegyzőkönyv | 3× 3×      | Arena Larvik, Larvik Nézőszám: 2472 Játékvezetők: Baumgart, Wild (GER) |

| 2015. március 15. 19:00 | Metz Handball  | 20–27       | Győri Audi ETO KC | Arènes de Metz, Metz Nézőszám: 5071 Játékvezetők: Jurinović, Mrvica (CRO) |
| 2015. március 15. 19:00 | négy játékos 3 | (8–12)      | Anikó 6           | Arènes de Metz, Metz Nézőszám: 5071 Játékvezetők: Jurinović, Mrvica (CRO) |
| 2015. március 15. 19:00 | 3× 2×          | Jegyzőkönyv | 5× 3×             | Arènes de Metz, Metz Nézőszám: 5071 Játékvezetők: Jurinović, Mrvica (CRO) |

| 2015. március 15. 20:00 | HCM Baia Mare            | 32–22       | Viborg HK  | Sala Sporturilor „Lascăr Pană”, Nagybánya Nézőszám: 2080 Játékvezetők: Krkačev, Kolevski (MKD) |
| 2015. március 15. 20:00 | Abbingh, do Nascimento 5 | (17–11)     | Burgaard 8 | Sala Sporturilor „Lascăr Pană”, Nagybánya Nézőszám: 2080 Játékvezetők: Krkačev, Kolevski (MKD) |
| 2015. március 15. 20:00 | 3× 3×                    | Jegyzőkönyv | 2× 3×      | Sala Sporturilor „Lascăr Pană”, Nagybánya Nézőszám: 2080 Játékvezetők: Krkačev, Kolevski (MKD) |